# 查氏毛鼻鯰
查氏毛鼻鯰，為輻鰭魚綱鯰形目毛鼻鯰科的其中一種，為熱帶淡水魚，分布於南美洲玻利維亞淡水流域，體長可達11.4公分，棲息在洞穴溪流底層水域，生活習性不明。

## 扩展阅读
維基物種上的相關：查氏毛鼻鯰